# Fluencia

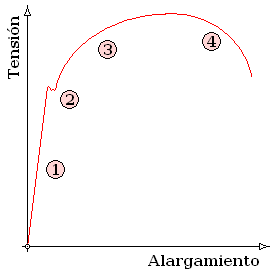
Curva tensión-deformación

La fluencia o cedencia es la deformación irrecuperable de una probeta o material que presenta plasticidad, a partir de la cual solo se recuperará la parte de su deformación correspondiente a la deformación elástica, quedando una deformación irreversible. Este fenómeno se sitúa justo encima del límite elástico, y se produce un alargamiento muy rápido sin que varíe la tensión aplicada. Mediante un ensayo de tracción se mide esta deformación característica que no todos los materiales experimentan.
El fenómeno de fluencia se da cuando las impurezas o los elementos de aleación bloquean las dislocaciones de la red cristalina impidiendo su deslizamiento, proceso mediante el cual el material se deforma plásticamente. 
Alcanzado el límite de fluencia se llegan a liberar las dislocaciones, produciéndose una brusca deformación. La deformación en este caso también se distribuye uniformemente a lo largo de la probeta, pero concentrándose en las zonas en las que se ha logrado liberar las dislocaciones (bandas de Lüders). No todos los materiales presentan este fenómeno, en cuyo caso la transición entre la deformación elástica y plástica del material no se aprecia de forma clara.
Se aprecia gráficamente en la curva tensión-deformación obtenida tras el ensayo de tracción: el periodo de fluencia se sitúa en el 2.

## Límite de fluencia

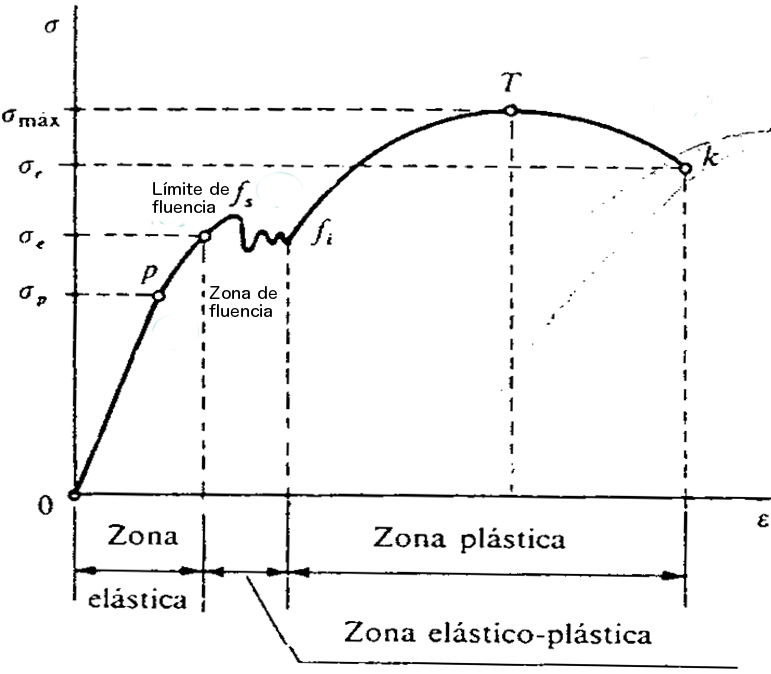
Diagrama de tracción del acero

El límite de fluencia es el punto donde comienza el fenómeno conocido como fluencia, que consiste en un alargamiento muy rápido sin que varíe la tensión aplicada en un ensayo de tracción. Hasta el punto de fluencia, el material se comporta elásticamente, siguiendo la ley de Hooke, y por tanto se puede definir el módulo de Young. No todos los materiales elásticos tienen un límite de fluencia claro, aunque en general está bien definido en la mayor parte de metales.
También denominado límite elástico aparente, indica la tensión que soporta una probeta del ensayo de tracción en el momento de producirse el fenómeno de la cedencia o fluencia. Este fenómeno tiene lugar en la zona de transición entre las deformaciones elásticas y plásticas y se caracteriza por un rápido incremento de la deformación sin aumento apreciable de la carga aplicada.

## Plasticidad tridimensional
En plasticidad tridimensional general, el límite de fluencia no es un punto específico de una curva, sino que puede representarse por una superficie cerrada y que encierra un volumen finito en el espacio de tensiones principales, llamada superficie de fluencia. Además en algunos materiales que presentan endurecimiento la superficie de fluencia no es fija sino que depende de la historia de tensiones previa. En cualquier caso la superficie de fluencia siempre se mueve hacia afuera de ella misma.